# Décès en mai 1968
Décès
- 1964
- 1965
- 1966
- 1967
- 1968
- 1969
- 1970
- 1971
- 1972

Pour une information complémentaire, voir la page d'aide.

| Date  | Nom             | Pays                 | Activités                    | Âge | Source |
| ----- | --------------- | -------------------- | ---------------------------- | --- | ------ |
| 4 mai | Louis Boucoiran | Drapeau de la France | Haut fonctionnaire français. | 82  |        |